# Tio mil kvar till Korpilombolo
Tio mil kvar till Korpilombolo är en sång från 1972 med text av Peter Himmelstrand och Björn Ulvaeus och musik av Agneta Fältskog. Den spelades in av Agnetha Fältskog, och utkom på singel samma år med "Så glad som dina ögon" som B-sida.
Sångtexten skildrar en tågresa mot Korpilombolo. I verkligheten har det aldrig funnits järnvägsanslutning till Korpilombolo.
Den spelades också in av Wizex 1975 på albumet Rusar vidare.

## Fotnoter
1. ↑  ”Tio mil kvar till Korpilombolo / Agnetha Fältskog”. Svensk mediedatabas. http://smdb.kb.se/catalog/id/001447877. Läst 15 maj 2011.
2. ↑  ”Rusar vidare / Wizex”. Svensk mediedatabas. http://smdb.kb.se/catalog/id/001885047. Läst 15 maj 2011.